# Relevo da Região Sul do Brasil
O Relevo da Região Sul do Brasil' é caracterizado por um conjunto de relevos planálticos. Esses relevos se elevam em altitudes até mais de 1199 metros. Essas altitudes decrescem no oeste, onde corre o rio Paraná nas altitudes de 100 a 300 metros. Abrange cerca de 3/4 partes do relevo regional. O mencionado conjunto é denominado de Planalto Meridional do Brasil. O Planalto Meridional desdobra-se em planaltos que se sucedem de leste para oeste. Os planaltos são bordejados por escarpas voltadas para o leste, no Paraná, em Santa Catarina e no nordeste do Rio Grande do Sul. No Rio Grande do Sul, o talude inflete-se para oeste-sudoeste. O talude é fragmentado em altitudes reduzidas, à medida que atinge o centro-sul do estado.
Um litoral é composto por exíguas planícies costeiras dispostas ao pé é magnífico escarpamento. O escarpamento completa o quadro do relevo regional, diversificado, porém, no Rio Grande do Sul. O terreno escarpado limita o primeiro conjunto planáltico. Então, a interiorização da escarpa favorece a ampliação da planície litorânea e da depressão. A depressão é desenvolvida de leste para o oeste, ao pé do talude da Serra Geral.

## Planalto Meridional
Conhecido também como planalto norte-rio-grandense, abrange grande parte da região com o solo recoberto por arenito e basalto. Pode ser subdividido de acordo com a natureza de suas rochas em:
- Planalto Arenítico-Basáltico - é um tipo de planalto formado por rochas sedimentares e vulcânicas do período mesozoico. Formam cuestas (tipo de relevo) chamadas de serras. Ex.: Serra Geral (SC) e coxilha (RS), que são colinas pequenas ou grandes com elevações, cobertas por pastagem;
- Depressão Periférica - essa depressão é formado por rochas sedimentares antigas, sendo um planalto ondulado ou aplainado, por causa da erosão. Aparece no norte do Paraná, chamado de Planalto dos Campos Gerais e Depressão Central do estado do Rio Grande do Sul.

## Planalto Cristalino ou Atlântico
Esse tipo de planalto pode ser encontrado especialmente nos estados de Santa Catarina e Paraná. Ele é formado por rochas cristalinas antigas. Em sua porção leste chega a alcançar grande altitudes, uma continuação da Serra do Mar. Em Santa Catarina, é uma planalto já desgastado, com baixas altitudes, sendo um exemplo, a Serra do Itajaí. Na parte sudeste desse estado, o planalto vai migrando para o Meridional e reaparece no sudeste do Rio Grande do Sul, com o nome de Planalto Gaúcho.

## Visão geral
Os traços fundamentais do relevo da Região Sul têm suas origens na evolução paleogeográfica de uma estrutura de plataforma. Na estrutura de plataforma o embasamento Pré-Cambriano exposto forma a Borda ou a margem da Bacia de Sedimentação do Paraná. A extensão da bacia do Paraná transborda dos limites regionais e penetra pelas regiões Sudeste e Centro-Oeste.
A borda oriental da bacia é representada pelos terrenos Pré-Cambrianos e participa dos caracteres planálticos dos terrenos da grande bacia sedimentar. A parte oriental da bacia é soerguida a leste. Nela são encontrados os mais salientes pontos do relevo regional. As altitudes dos mais salientes pontos do relevo regional se erguem a mais de 1000 metros na Serra do Mar. O ponto culminante da Região Sul do Brasil é o pico do Paraná (1.877 metros).
A borda oriental é disposta em forma de arco. Esse formato gira em torno dos terrenos da Bacia Sedimentar do Paraná. A Borda Oriental oferece vastos aspectos topográficos relacionados aos tipos e às intensidades das deformações tectônicas que a afetaram, e aos processos geomorfológicos da desnudação diferencial atuantes sobre as formações geológicas heterogêneas. A porção mais oriental da borda cristalina no Paraná, eleva-se como serra marginal limitada a leste pelo imponente escarpamento da Serra do Mar. Esta atinge diretamente o oceano ou forma patamares que penetram mar adentro isolando trechos litorâneos e suas reentrâncias vão dar origem às baías como a de Paranaguá e Antonina.
Em direção a oeste, para o interior, os terrenos pré-cambrianos formam a serra marginal. Os terrenos pré-cambrianos desenvolvem-se como uma superfície planáltica. Suas altitudes oscilam entre 850 e 950 metros, no Planalto Atlântico Paranaense ou no chamado Primeiro Planalto Paranaense. No interior deste, blocos e serras podem-se elevar do nível médio ou formam pequenas bacias de sedimentação preenchidas pela acumulação cenozoica. Isso também ocorre na bacia de Curitiba. Nessa última, a natureza de seus depósitos evidencia uma evolução geomorfológica piloquaternária. Essa evolução é apoiada em tectônica de falhas e fraturas e em condições climáticas, ora tendentes à maior umidificação ora á aridez acentuada.
O Planalto Cristalino Atlântico Paranaense apresenta os mesmos caracteres topográficos de outros terrenos que formam a grande Borda Oriental da Bacia de Sedimentação do Paraná. O Planalto Cristalino Atlântico Paranaense é assemelhado particularmente ao Planalto Cristalino Atlântico Paulista.
No conjunto, as diferenciações dos quadros do relevo regional são explicadas pelas deformações tectônicas e pelos processos morfogenéticos. As deformações tectônicas afetaram a porção oriental da Plataforma Austro-Brasília e os processos morfogenéticos atuam no presente e no passado.
Assim, o trecho catarinense diferencia-se do trecho paulista-paranaense em três processos. Os três processos são os seguintes: a fragmentação da escarpa, a redução das altitudes e dissecação mais ampla pelo sistema de drenagem do rio Itajaí e de seus formadores que correm para o leste. As diferenciações existentes entre a borda Oriental no Paraná e em Santa Catarina constituem, de acordo com Maack, "o motivo principal para se considerar, em primeira linha o Paraná como um estado de planalto ou de interior, e Santa Catarina como região marítima".
Igualmente diversa é a Borda Cristaliina Meridional. Esta é representada pelo Escudo Sul-Riograndense. Suas altitudes são mais modestas. Seu relevo é suavemente inclinado em direção do litoral. Nessa parte do Rio Grande do Sul é recoberto pelas acumulações litorâneas e formas lagunares que caracterizam o amplo litoral gaúcho.
A formações da Bacia de Sedimentação do Paraná representam os terrenos da cobertura sedimentar da plataforma. Elas foram soerguidas juntamente com a Borda Cristalina. O soerguimento deu ensejo à formação de relevos planálticos, monoclinais. Aí os processos de desnudação diferencial atuam sobre o espesso pacote sedimentar de rochas heterogêneas. Os processos de desnudação diferencial encontraram vasto campo para a elaboração do grande conjunto planáltico que se sucede de leste para o oeste.
As primeiras sequências sedimentares são representadas pelas formações devonianas que fossilizam a Borda Cristalina Oriental. A Borda Cristalina Oriental é modelada como um peneplano pré-devoniano. A essas formações tem sequência o grande conjunto planáltico do Mesozoico mantido pela resistência dos espessos derrames de rochas eruptivas. As rochas eruptivas recobrem ou se intrometem entre camadas dos arenitos Triássicos de Botucatu. São os derrames de lavas responsáveis pela escarrpa da Serra Geral que, limitando o planalto arenito-basáltico, recebe denominações regionais diversas. A Serra Geral alcança altitudes entre 1.000 a 1.200 metros na parte leste, junto à escarpa para, progressivamente, declinar de altitudes em direção ao oeste até alcançar os cursos dos rios Paraná e Uruguai.
Entre o grande planalto arenito-basáltico e a Borda Cristalina da Bacia do Paraná, interpõem-se, no Paraná, em Santa Catarina e no Rio Grande do Sul. As formações Paleozoicas que, modeladas pelos processos da desnudação periférica, dão origem a relevos de caracteres diferenciados. No Rio Grande do Sul foi elaborado verdadeira depressão periférica na área correspondente à Depressão Central. A Depressão Central é escavada nos terrenos Permocarboníferos; No Paraná, as rochas paleozoicas soerguidas deram origem a um Patamar Intermediário. O Patamar Intermediário é mantido pela resistência das formações Devonianas. As formações Devonianas se erguem sobre os terrenos cristalinos circundantes como a escarpa e o planalto da Serrinha (altitudes de 1000 a 1100 metros). A escarpa e o planalto da Serrinha são seguidos dos sucessivos planaltos cuestiformes. Os planaltos cuestiformes se estendem até a base da escarpa da Serra Geral. Esta, por sua vez, domina topograficamente o patamar modelado em rochas paleozoicas. Em Santa Catarina as formações paleozoicas dão relevos diferenciados: planálticos tabulares, cuestíformes e a planície disposta ao pé da escarpa da Serra Geral. A Serra Geral no sul do estado se avizinha do oceano como um paredão abrupto.
A evolução geomorfológica do relevo da Região Sul do Brasil tem, pois, suas origens na própria evolução da Plataforma Austro-Brasília, através das deformações tectônicas que a afetaram e, em particular, naquelas ocorridas durante o Mesozoico-Cenozoico. As deformações tectônicas são associadas a paleoclimas capazes de desencadear sistemas morfogenéticos alternadamente químicos e físicos. Entre eles se originou o grande deserto triássico ou os períodos úmidos que se seguiram. Isso favoreceu a organização e instalação do sistema de drenagem. Esta, em consequência dos solevamentos da Borda Oriental da Bacia do Paraná, desenvolveu-se através de epigenias como conseqüente e centrípeta ao eixo da grande depressão ocupada pelo rio Paraná. Foi o sistema de drenagem o fator determinante no delineamento dos grandes traços do relevo regional. O relevo regional foi esculpido pelos processos de desnudação periférica, estudados por Ab'Saber em seu trabalho sobre "Relevo, Estrutura e Rede Hidrográfica do Brasil".
No decorrer do Cenozoico, condições paleogeográficas tendentes à umidificação alternada com períodos mais secos são associados aos mecanismos de uma tectônica recente e às variações do nível marinho por fenômenos eustáticos. As condições paleogeográficas aparecem como fatores de explicação do modelado do relevo regional. Nesse particular, os estudos realizados por Bigarella, Mousinho, Xavier da Silva e Salamuni, no Paraná e em Santa Catarina documentam as modificações paleoclimáticas. As modificações paleoclimáticas indicam alternâncias de fases secas e fases úmidas na elaboração de níveis de desnudação por processos de pediplanações pleistocênicos e a sua dissecação por condições úmidas posteriores. A formação e o desenvolvimento das matas pluviais do Paraná seria, portanto, recente.
A compreensão global de um complexo sistema morfoclimático extratropical ainda, está, porém, por ser definida, tendo em vista a complexidade estrutural-litológica, existente. A complexidade estrutural-litológica é associada aos problemas da diversidade das condições refletidas nas formações vegetais que englobam florestas e campos. As florestas e campos são de características igualmente variadas.

## Bases para compreensão do relevo
Os quadros morfoestruturais do relevo da Região Sul do Brasil têm suas origens na evolução geográfica da parte sul do escudo austro-brasília, "um dos molhes do grande escudo brasileiro de terras primitivas".
O estudo dos grandes quadros morfoestruturais, aqui apresentados, remonta ao desenvolvimento do embasamento cristalino e da Bacia de Sedimentação do Paraná. O estudo geomorfológico teve como base a reconstituição paleogeográfica regional. Apesar de ser extremamente complexa, a reconstituição paleogeográfica foi simplificada em etapas ou fases, tendo em vista os objetivos do presente estudo. Entre essas etapas ou fases, podem ser mencionadas as seguintes:
- Formação e desenvolvimento das velhas geossinclinais;
- Estabilização e desnudação das estruturas geossinclinais;
- Evolução estrutural da plataforma paleozoica;
- Os grandes derrames de lavas no Mesozoico;
- Intensificação dos ritmos dos movimentos tectônicos pós-cretácicos e a organização da drenagem no Cenozoico.

### Formação e desenvolvimento das velhas geossinclinais
A evolução do escudo austro-brasília remonta ao Pré-Cambriano. Essa evolução é caracterizada pela estrutura de formações geossinclinais. O embasamento é afetado no Pré-Cambriano Inferior pelo diastrofismo brasileiro. O embasamento exposto exibe sucessões de rochas dobradas. As rochas são intensamente metamorfizadas, falhadas, fraturadas e penetradas por intrusões de eruptivas graníticas e graniodioríticas. As rochas do Pré-Cambriano Inferior vieram-se incorporar as do Pré-Cambriano Superior compostas por metassedimentos. As rochas são também afetadas por dobramentos, intrusões e metamorfizações. As metamorfizações acompanharam os diastrofismos do final do Proterozoico. São estas últimas formações representadas pelas rochas do grupo Açungui no Paraná e Brusque em Santa Catarina. Em geral, as rochas constituídas por metamórficas folhetadas, xistos, quartzitos e dolomitos.
Louis de Loczy apoiou no estudo das direções estruturais dessas rochas que se encontram de maneira organizada sobre a Borda Cristalina da Bacia do Paraná. Louis de Loczy considerou-as como "extensas geossinclinais preenchidas por milhares de metros de metassedimentos" representando "faixas orogenéticas assínticas" contornando os "núcleos consolidados do velho cráton constituídos pelo complexo cristalino Arqueano".
As mencionadas faixas orogenéticas possuem, em geral, direções dominantes orientadas de sudoeste para nordeste, aproximadamente, paralelas à linha de costa, desde Santa Catarina a São Paulo e Rio de Janeiro. No Rio de Janeiro as faixas orogenéticas assínticas se desenvolvem através das formações São Roque e Serra dos Órgãos.
O embasamento é recoberto pelos sedimentos paleozoicos da Bacia de Sedimentação do Paraná no sul de Santa Catarina e norte do Rio Grande do Sul. O embasamento Pré-Cambriano aparece novamente no escudo sul-rio-grandense. No escudo rio-grandense, ao lado das rochas metamórficas do Pré-Cambriano Inferior, o grupo porongos do Pré-Cambriano Superior exibe calcários e outras rochas metassedimentares.
De modo geral, a tectogênese Pré-câmbrica da Borda da Bacia de Sedimentação do Paraná, permite identificar dois tipos de formações Pré-Cambrianas. Ambas as formações são profundamente complexas:
- antigos núcleos de rochas muito metamorfizadas, gnáissicas e graníticas contendo migmatitos, anfibolitos e peridotitos;[5]
- faixas de rochas metassedimentares variadas, compostas de xistos, quartzitos, filitos, calcários e dolomitos, correspondentes às seqüências do Pré-Cambriano Superior.[5]

### Estabilização e desnudação das estruturas geossinclinais
O núcleo austro-brasília perdeu sua mobilidade tectônica ao findar o Pré-Cambriano devido à estabilização das geossinclinais que já não se dobraram mais. A partir de então, de acordo com Lockzy, cit., "o bloco brasileiro foi consolidado e passou um período emerso durante o Eocambriano", Dessa forma, a tectônica distrófica Taconiana já aparece caracterizada na área por movimentos epirogenéticos verticais. Desses movimentos resultaram estruturas falhadas, dobramentos de compensação e intrusões de quartzo-pórfiro, riolito, riolito-pórfiro e andesitos, enquanto que dos processos de erosão, o desenvolvimento do peneplano Pré-Devoniano.
Sedimentos metaformizados são de origem aquática. Os sedimentos metamorfizados constituem as rochas do Eopaleozoico da Borda da Bacia do Paraná. As rochas eopaleozoicas são representadas pela série Itajaí. A série Itajaí é depositada em fossa tectônica de direção oeste-sudoeste-leste-nordeste. A série Itajaí está localizada no centro de Santa Catarina. Esses sedimentos consistem de arenitos, siltitos e calcários, conglomerados e arcósios. Os sedimentos são penetrados na série interior por intrusões ácidas de quartzo-pórfiro e riolitos. Todas essas rochas são atribuídas ao diatrofismo Taconiano.
Também no Rio Grande do Sul, as rochas do Eopaleozoico das séries Maricá e Camaquã Ambas as séries geológicas contém arcósios, conglomerados e ardósias, sendo cortadas por diques de andesitos.
Em função da complexidade estrutural-litológica das rochas do Pré-Cambriano das Bordas Oriental e Sul da Bacia de Sedimentação do Paraná, os aspectos geomorfológicos desenvolvidos são variados. Essas características são decorrentes do comportamento diferencial da erosão sobre formações geológicas heterogêneas. Acrescentam-se, em particular, os problemas resultantes da tectônica Pós-Cretácica e aqueles oriundos das oscilações paleoclimáticas que afetaram os grandes quadros naturais então formados.

### Evolução estrutural da plataforma paleozoica
Ao iniciar-se o Paleozoico, o escudo austro-brasília encontrava-se estabilizado e erosionado. Foi submetido, a partir do Paleozoico, a uma evolução de estrutura de plataforma. O embasamento da estrutura de plataforma era constituído pelas estruturas das velhas geossinclinais estabilizadas e erodidas. O escudo austro-brasília foi transformado em plataforma rígida. Ele passou a sofrer, em seu conjunto, deformações lentas, de grandes raios de curvatura, ou dobras de fundo, A área de deformação negativa da plataforma ou de de-pressionamento da dobra de fundo foi originar a bacia Paleozoica do Paraná. Os sedimentos devonianos da bacia do Paraná encontram-se em discordância sobre o embasamento erodido. Segundo Loczy as evidências litológicas e paleontológicas, indicam que o avanço do mar Devoniano Inferior. De acordo com o geólogo, o Devoniano Inferior possui caráter austral. O cientista também afirma que esse limite de tempo estratigráfico sucedeu provavelmente a partir de sudoeste, através do nordeste da Argentina. Outro ponto de vista defendido pelo especialista é geográfico e merece uma descrição espacial: do nordeste da Argentina estende-se até o limite ocidental da bacia, nos estados de Goiás e Mato Grosso".
A grande transgressão marinha Devoniana deixou dois depósitos característicos: o arenito Furnas e o folhelho Ponta Grossa. O arenito Furnas, é de facies litorânea e corresponde à transgressão propriamente dita. Já o folhelho Ponta Grossa, é de águas profundas e tranquilas.
A plataforma deve ter sofrido movimento ou deformação, no sentido contrário à grande deformação que deu origem à Bacia de Sedimentação do Paraná. Isso deve-se de acordo com as inclinações das superfícies de erosão exumadas, no caso, o paleoplano Pré-Devoniano.
Tais aspectos permitem identificar, a partir do Paleozoico, uma evolução estrutural epirogenética. Essa evolução é caracterizada por deformações de grandes raios de curvatura. O processo evolutivo deu dando origem a áreas deprimidas, de sinéclise e, por oposição, áreas solevadas, ou de antéclise.
Decorrem de tal evolução as grandes unidades morfo-estruturais formadas: a Borda Cristalina e a Bacia de Sedimentação. A Borda Cristalina, tem tendências gerais ao solevamento. Já Bacia de Sedimentação, é de tectônica negativa desde o início. Ambas as tendências tem repercussões na própria evolução e no desenvolvimento geológico, litológico e morfogenético das grandes unidades regionais estruturadas.
Ao estilo das ondulações de grandes raios de curvatura vêm-se acrescentar outras deformações menores, entre as quais os fraturamentos e os falhamentos. Os fraturamentos e falhamentos correspondem aos períodos de intensificação dos ritmos tectônicos.
No Devoniano Inferior, a deformação negativa originou a Bacia de Sedimentação. Assim, após esse processo, a plataforma sofreu emersão. A emersão sofrida pela plataforma, é de caráter epirogenético. Esse processo teve regressão marinha e, assim, desnudação generalizada. A desnudação generalizada se estendeu até o Carbonífero Superior. Condições climáticas frias respondem pelo extenso inlandisis. O inlandisis recobriu a plataforma Paleozoica. Tornou-a profundamente erosionada e aplanada. Ambientes de sedimentação variados incluem condições glaciais, flúvio-glaciais, lacustre-glaciais e eólicas. Esses locais são responsáveis, no Carbonífero Superior, pela deposição da série Tubarão. A série Tubarão contem tilitos e arenitos.
Encerram as sequências paleozoicas as rochas do Permiano depositadas sob ambientes diversos: as águas doces e os mares intracontinentais. Ambos os elementos aquáticos deram origem aos siltes, argilas sílticas, folhelhos e argilas do grupo Passa-Dois, cuja primeira fase é tida como marinha (Estrada Nova), contendo folhelhos argilosos, betuminosos, de cor preta, podendo conter pirita. Na sequência superior (Serra do Rio do Rastro) são encontrados arenitos, siltitos e argilas, de ambientes marinho e de água doce, indicando regressão marinha. Ao mesmo tempo, o clima frio reinante tornava-se mais acentuado, mais ameno.
De maneira geral, estudos feitos sobre a série Tubarão no Paraná e no norte de Santa Catarina evidenciam sequências mais espessas e contínuas sobre um assoalho de rochas Devonianas aplainadas. Isso indica maior permanência das transgressões marinhas nesse trecho da bacia. Então essa permanência é mais deprimida que a parte sul. Esta, no sul de Santa Catarina e no Rio Grande do Sul, encontrava-se totograficamente mais elevada e erosionada.
Apesar das diferenças locais dos ritmos das deformações de grandes raios de curvatura, as estruturas regionais apresentam, no conjunto da grande bacia, estruturas monoclinais. As estruturas monoclinais são suavemente inclinadas das bordas para o centro da bacia. Essas inclinações gerais estão situadas em torno de 4º, porém podem atingir padrões mais elevados, de 20º a 30º nas áreas falhadas e naquelas que sofreram intrusões.
Decorrem as estruturas monoclinais das deformações que adernaram para oeste a grande plataforma Pré-Cambriana, no Eopaleozoico; no Permo-Carbonífero, as deformações se acentuaram. As deformações estão relacionadas a uma tectônica pré-intrusiva. Esta tectônica foi a responsável pelos movimentos tangenciais. Esses movimentos tangenciais foram capazes de gerar ondulações mais fortes, flexuras e falhas tencionais.
Da diversidade litológica das camadas devonianas, carboníferas e permianas, e das estruturas monoclinais e cuestas. Os relevos, as estruturas monoclinais e cuestas são marcados por escarpas voltadas para a Borda da Grande Bacia Sedimentar, com reversos de topos regulares descambando-se para o oeste.
A morfogênese é calcada nas diferenciações litológicas e estruturais. Ela encontra amplo campo para destacar escarpas, marcadas nas camadas mais resistentes, e declives suaves e vales amplos, nas rochas mais tenras. Assim, camadas do Devoniano Inferior comportam-se como resistentes em relação ao Pré-Cambriano subjacente. Por outro lado, as diferenciações litológicas podem ocorrer no interior de uma mesma série, como no caso da série Tubarão. Na série Tubarão, as escarpas limitam as sequências de rochas glaciais como os tiltos do grupo Itararé, das sequências sílticas, areníticas e argilosas do grupo Guatá.
As grandes diferenciações litológicas-estruturais são, pois, capazes de diversificar os grandes quadros morfoestruturais. Enquanto isso, as variações locais de fácies podem determinar o aparecimento de relevos pitorescos, como as camadas inferiores do grupo Itararé. Esse processo originou os relevos de Vila Velha. Esses relevos se destacam da suavidade das formas modeladas nos folhelhos Ponta Grossa, subjacentes.

### Os grandes derrames de lavas no Mesozoico
No Mesozoico a Bacia de Sedimentação do Paraná evoluiu sob condições continentais, tendo sido profundamente erosionada. A formação Santa Maria representa sedimentos fluviais do Triássico Inferior. A acentuação da continentalidade indo até aos ambientes desérticos desencadeou a vaga de erosão responsável pela formação do arenito Botucatu no Jurássico, seguindo do intenso vulcanismo que recobriu cerca de 800.000 a 1.000.000 de quilômetros quadrados da grande Bacia Sedimentar. Datada como Jurássica, ou do Cretáceo Inferior, a grande extrusão de lavas basálticas apresenta episódios sucessivos, alternados com a acumulação de arenitos eólicos.
Iniciado no Triássico Superior o derrame recobriu ou intercalou-se nos arenitos sob a forma de lençóis sucessivos que podem atingir a 8 ou a 3 metros nos perfis mais completos, dispostos sobre os arenitos avermelhados da formação Botucatu. Este apresenta facies subaquático e subeólico, com estratificação entrecruzada, indicando origem dunar, refletindo as condições continentais e a aridez rigorosa que culminou na formação de verdadeiros desertos.
A ascensão das lavas processou-se de modo transversal e longitudinal ao eixo da Bacia Sedimentar, representando a primeira direção a linha tectônica Posadas-Torres, principal zona emissora das lavas. No eixo do rio Uruguai teria funcionado a zona emissora longitudinal. As intercalações dos derrames evidenciam, porém, descontinuidades, maiores na parte norte da bacia, em virtude da acumulação de lençóis de areias, sob clima ainda desértico. Na parte sul da bacia as intercalações de arenitos são delgadas, ou mesmo inexistentes, sendo, portanto, maiores as espessuras dos derrames. É provável que os acúmulos de lavas se tenham processado de maneira diferenciada nas diversas partes da bacia, ora com espessamento ora em camadas delgadas, de modo a favorecer os mecanismos da compensação isostática. Assim, ao encerrarem-se os derrames, a bacia foi falhada e fraturada e sob climas ainda desérticos desenvolveram-se sistemas de erosão mecânicos, capazes de dar origem a processos de pediplanações.
A maior espessura e extensão dos derrames de lavas basálticas constitui aspecto estrutural de importante significado geomorfológico, respondendo pela existência da mais notável feição morfoestrutural do relevo da Região Sul do Brasil: a escarpa da Serra Geral que bordeja o Terceiro Planalto, este modelado sobre espessos lençóis de rochas eruptivas básicas.
Aos derrames de trapp acrescentam-se as intrusões de rochas diabásicas, em diques, e de diabásios-porfiritos capazes de reforçar as estruturas existentes, e também de importância geomorforlógica fundamental para a esculturação dos relevos regionais. Ocupando uma área de cerca de 1.000 km2 da bacia do Paraná, os derrames de lavas apresentam-se parcialmente recobertos, no noroeste paranaense, pelo arenito Caiuá de idade Cretácea, de origem eólica, porém não mais afetado pelo vulcanismo.
Condições paleogeográficas particulares, nas quais as forças internas participaram de maneira determinante, através da extrusão de lavas, e as forças externas através de climas predominantemente secos, constituem o palco sobre o qual acontecimentos postgondwânicos foram se desenrolar. Através da intensificação dos ritmos dos movimentos epirogenéticos e das alternâncias paleoclimáticas Terciárias-Quaternárias foram modeladas as grandes unidades morfoestruturais do relevo regional, a partir da instalação e desenvolvimento do sistema hidrográfico do rio Paraná e de seus afluentes.

### Intensificação dos ritmos dos movimentos tectônicos pós-cretácicos e a organização da drenagem noCenozoico
A importância geomorfológica da intensificação dos ritmos das deformações epirogenéticas em afetarem a plataforma do sul do Brasil no Pós-Cretáceo constitui fenômeno conhecido e estudado, desde algumas dezenas de anos, por renomados geomorfólogos e geólogos brasileiros, entre os quais pudemos assinalar na bibliografia consultada os nomes de Ab'Saber, Almeida, Ruellan, Leinz, Maack, Bigarella, Loczy, entre outros. A esses estudiosos acrescenta-se o trabalho de Monteiro, autor do texto Geomorfologia contendo o resumo sobre "A importância dos Acontecimentos Pós-Cretácicos para a Explicação da Morfologia Atual", sobre o qual se apoiou parte das ideias aqui apresentadas.
A complexa evolução estrutural da Plataforma Austro-Brasília, iniciada no Pré-Cambriano Inferior, teve continuidade no correr dos tempos geológicos, através de ritmos diversos de deformação, acentuados no Mesozoico Superior e no Cenozoico, quando prosseguiu a emersão da bacia iniciada no Paleozoico. Esta sobrelevação afetou o conjunto da Grande Bacia, erguendo sua Borda Cristalina, onde as tensões máximas foram originar escarpas e blocos falhados. De maneira geral, os ritmos das deformações variaram através do grande conjunto estrutural. Ao norte, os depósitos da série Bauru, do Cretáceo Superior, indicam a existência de depressionamento na área que se estende em Minas Gerais, Goiás, São Paulo e Mato Grosso; no Terciário foi constatada subsidência da bacia, com afundamento no sudoeste (Paraguai e Argentina). Em conseqüência do aprofundamento do nível de base regional processou-se o enta1hamento e aprofundamento do sistema de drenagem, de características nitidamente centrípetas, das bordas para o centro da Bacia de Sedimentação, determinando o fenômeno da desnudação periférica estudado por Ab'Saber.
Das deformações diferenciadas sofridas pela Borda Cristalina decorrem suas diferentes características morfoestruturais, no leste e no sul da bacia. Na primeira, as intensidades máximas das deformações respondem pelo talude íngreme da escarpa da Serra do Mar, no Paraná, de altitudes maiores de 1.000 metros, limitando a leste o Primeiro Planalto Paranaense que mergulha sob os sedimentos Paleozoicos no oeste. No sul, a Borda Cristalina representada pelo Escudo Sul-Rio-Grandense, de formas topográficas suavizadas, em altitudes inferiores a 500 metros, atesta as menores tensões sofridas pelo embasamento nessa área. A partir dos soergüimentos processados na borda leste da bacia, durante o Terciário, e da concomitante subsidência do trecho sudoeste, paraguaio e argentino,. a rede de drenagem aprofundou-se, dissecando as estruturas preexistentes, elaborando os principais traços dos relevos planálticos da bacia do Paraná.
Oriundos dos blocos cristalinos solevados a leste, os rios abriram passagens para oeste através de fenômenos de epigenias, dando ensejo à formação de "relevo do tipo apalacheano, onde as cristas são formadas pelas camadas de quartzitos e granitos das antigas dobras desta estrutura rejuvenescida", de acordo com Bigarella.
Estariam, igualmente, relacionadas à tectônica Terciária, a formação da bacia de Curitiba, preenchida por sedimentos Pieistocênicos fluviais e lacustres e por depósitos Holocênicos da várzea do rio Iguaçu. São freqüentes as adaptações estruturais existentes entre os rios conseqüentes e superimpostos, tais como o Iguaçu que, tendo nascentes no Planalto Atlântico Paranaense, corta as estruturas da cobertura sedimentar Paleozoica e Mesozoica através de epigenias e de fenômenos de desnudação. Depois de percorrer o Planalto de Lavas (de altitudes entre 1.100-1.200 metros), onde forma numerosos saltos e cachoeiras, aquele rio encontra o Paraná, como rio conseqüente, na altitude de 162 metros.
Não apenas os rios que correm para o oeste, da área de rochas cristalinas para a cobertura sedimentar, apresentam adaptações estruturais ligadas aos problemas da tectônica Cenozoica, mas, também, aqueles menos extensos, que têm origem na cobertura sedimentar e dirigem-se para leste e para nordeste, tais como os rios Camaquã e Ribeira. Este tem seu curso orientado para o nordeste, em função das direções estruturais dominantes no cristalino do leste paranaense.
As deformações tectônicas intensificadas no Pós-Cretáceo constituem elemento fundamental para a compreensão dos problemas de organização dos sistemas de drenagem da Região e da esculturação das grandes linhas dos relevos planálticos, ao lado, naturalmente, dos paleoclimas reinantes, que comportam períodos mais secos e mais úmidos do que as condições subtropicais
reinantes no atual.
Considerando que a evolução geomorfológica regional do relevo da Região Sul do Brasil se apoia em estruturas tectônicas de maciços antigos, de tendência positiva desde o Mesozoico, capazes de favorecer os processos de erosão e do aprofundamento da drenagem e, por outro lado, a existência de estruturas de Bacia de Sedimentação, inicialmente de tendência tectônica negativa, de acumulação de sedimentos, seguida de tendência tectônica positiva que facultou a dissecação das espessas séries sedimentares depositadas, procurou-se grupar o relevo regional dentro de duas grandes unidades ou quadros estruturais: a Borda Cristalina e a Bacia de Sedimentação do Paraná.
Nessas duas grandes estruturas foram incluídos quadros morfoestruturais diversos, resultantes da evolução geomorfológica da Bacia Sedimentar e de seu rebordo cristalino.

## Grandes quadros morfoestruturais
A rápida análise paleogeográfica do relevo da Região Sul do Brasil permite-nos identificar os grandes quadros morfoestruturais da Plataforma Austro-Brasília:
- a Borda Cristalina, disposta em torno da Bacia Sedimentar do Paraná, na qual o escudo exposto exibe antigas estruturas geossinclinais estabilizadas, cortadas por sucessivos ciclos de ablação, basculamentos e falhamentos.[10]
- a Bacia Sedimentar do Paraná preenchida pela sedimentação Paleozoica-Mesozoica, na qual os fracos mergulhos das camadas indicam as deformações tipo dobras de fundo que afetaram o grande pacote sedimentar a partir do Paleozoico.[10]

Comandados pelas deformações tectônicas de grande raio de curvatura essas duas unidades regionais comportam-se respectivamente como áreas de tendências positivas ou de solevamento, e áreas de tendências tectônicas negativas ou de afundamento, seguidas ambas de generalizado solevamento. São esses dos aspectos que presidem as características estruturais e morfogenéticas do relevo regional.

### Borda Cristalina e relevos dos maciços e escarpas
A Borda Cristalina apresenta os mais diversificados quadros geomorfológicos da Região. Sua gênese está ligada à da borda oriental do escudo Pré-Cambriano profundamente afetado pela tectônica de arqueamentos, falhamentos e fraturamentos a partir do Terciário. Desde então, sua evolução foi operada sob sistemas morfogenéticos úmidos e semiúmidos, tendo sofrido a ação diferencial imposta pela diversificação de suas rochas e influências estruturais antigas conferidas pelos diastrofismos Arqueozoicos e Proterozoicos. Trechos de planaltos soerguido refletem aplainamentos anteriores e entalhes, esporões rochosos evidenciam a complexidade dos aspectos estruturais e ritmos das deformações que permitem dividir a Borda Cristalina da Bacia Sedimentar do Paraná em subunidades estruturais, estudadas separadamente.

#### Borda Cristalina Oriental
A Borda Cristalina Oriental é formada pela extensa área Pré-Cambriana que ocupa a parte oriental do Estado do Paraná, estreitando-se no sul de Santa Catarina, à medida que as formações da Bacia de Sedimentação do Paraná se aproximam do oceano.
Corresponde à Borda Cristalina Oriental, a continuação dos maciços, blocos e escarpas do Sudeste, cujas origens estão ligadas à tectônica quebrante do Terciário; esta é responsável pelo soerguimento e basculamento do conjunto, acompanhado de fraturas, falhas e flexuras que orientam a direção das grandes escarpas voltadas para sudeste.
Assim, a primeira subunidade morfoestrutural abrange a Serra do Mar com seus altos paredões costeiros, em cujo reverso desenvolve-se o Planalto ou Maciço Cristalino Atlântico que perde sua continuidade para o sul em direção a Santa Catarina.

##### Serra do Mar
A Serra do Mar forma o bordo oriental do bordo cristalino soerguido e dos maciços que têm continuidade para o interior, como o Planalto Cristalino Paranaense. Mergulhando sob o mar ou sob a sedimentação Holocênica das baixadas litorâneas das baías de Paranaguá e das Laranjeiras, a Serra o Mar ergueu-se como um paredão abrupto, de altitudes superiores a 1.000 metros, podendo atingir 1.565 metros no pico Marumbi em área próxima da Estrada de Ferro Paranaguá-Curitiba, ou mesmo 1.962 metros no pico Paraná, mais ao norte.
Estudiosos da Serra do Mar são unânimes em reconhecer sua origem comum, vinculada à tectônica Terciária, tais como F. Ruellan, R. O. Freitas, J. L. Rich, E. F. Rosier, F. F. Almeida, L. King e P. Birot.
Embora considerada ora como uma escarpa de falha ora oriunda de flexura, a maioria dos estudiosos da Serra do Mar é unâmime em reconhecer sua origem tectônica de falha, em função dos desníveis apresentados, bem como pela sua interpretação paleogeográfica.
Modelada em rochas do embasamento, tais como gnaisses e granitos do complexo brasileiro, suas maiores declividades e altitudes são encontradas em áreas de intrusões de rochas alcalinas-ácidas (picos Paraná e Saci) e pórfiro-granito (pico Caratuba 1.939 metros).
Segundo Maack a Serra do Mar, no Paraná, não representa apenas um degrau entre o mar e o planalto que se desenvolve para o interior, mas uma serra marginal típica que se eleva sobre o nível do planalto. Diferentes denominações são dadas ao conjunto da Serra do Mar, superando mesmo suas compartimentações em blocos. O primeiro que se destaca ao norte é o da serra do Capivari Grande; mais ao sul ocorre a zona dos blocos falhados, onde estão as maiores elevações conhecidas como serra dos Órgãos ou, localmente, serra Verde, onde se encontram Paraná e Caratuba, ambos cortados por diques de diabásio e andesito de direções N45ºW. Já o bloco do Marumbi aparece como um horst entre os blocos abaixados; na serra da Graciosa são observadas falhas escalonadas.
A Serra do Mar constitui o divisor de águas entre os pequenos cursos de água que drenam para o litoral e aqueles que, embora oriundos de áreas próximas ao litoral, correm para o interior como formadores dos tributários do rio Paraná.
Os altos paredões da Serra perdem conformidade em Santa Catarina, desmantelados pela drenagem que consegue se interiorizar, no caso do rio Itajaí que tem nascentes nas formações Paleozoicas e corre em direção leste.

##### Planalto ou Maciço Cristalino Atlântico Paranaense
Também denominado Primeiro Planalto no Paraná, o Planalto Cristalino Atlântico Paranaense é formado pelo reverso da Serra do Mar e de seus paredões, desenvolvendo-se como uma superfície de altitudes médias de 850-950 metros, sendo constituído por rochas cristalinas, tais como xistos metamórficos e gnaisses cortados por diques de pegmatitos e intrusões granítícas, e por uma formação mais recente, a série Açungui (equivalente ao sistema Minas).
O Planalto Cristalino Paranaense é limitado: a leste pela Serra do Mar; ao norte-nordeste. tem continuidade com o Planalto Cristalino Atlântico de São Paulo; no oeste, pela escarpa da Serrinha, talhada nos sedimentos Devonianos; no sul-sudoeste, desaparece sob a cobertura sedimentar Paleozoica da bacia do Paraná.
Desenvolvido em rochas do embasamento Pré-Cambriano, o Planalto Cristalino Atlântico Paranaense foi palco de sucessivos ciclos de erosão desenvolvidos em relação com a tectônica de falha Pós-Cretácea, do que resultou a paisagem suavemente ondulada, com bacias aluviais e várzeas preenchidas pela sedimentação Pleistocênica-Holocênica. Por outro lado, as estruturas antigas, dobradas, como as intrusões da série Açungui, foram postas em relevo pela erosão diferencial, constituindo cristas, via de regra, quartzíticas.
Entre as bacias que ocorrem sobre o planalto destaca-se a bacia de Curitiba, contendo "camadas argilo-arenosas, como conglomerados locais, em espessura total de uma centena de metros". Contendo acumulações flúviolacustres, de idade Pleistocênica, esses depósitos são recobertos por materiais de terraços e de várzeas Holocênicas. De topografia suavemente esbatida, mas altitudes de 900 metros, a bacia de Curitiba constitui o Sítio da cidade, sendo ocupada pela área urbana e periurbana daquela capital.
Estudada desde 1927, a bacia de Curitiba tem sido comparada à bacia de São Paulo. Sua origem tem sido relacionada a um possível acidente tectônico ocorrido na alta bacia do rio Iguaçu ou a própria acomodação tectônica associada a oscilações climáticas recentes. Nesse particular, cabe ressaltar a importância de um clima do tipo semiárído, com chuvas concentradas capazes de exercer erosão em lençol, transporte e deposição de material mal selecionado nas bacias. A essas condições teriam sucedido climas úmidos que passaram a atuar na área afetada pela generalizada ascensão epirogenética regional. Já em fase subatual, a área teria sofrido modificações climáticas, passando por condições subúmidas ou mesmo semiáridas moderadas e episódicas, cuja ação teria ficado registrada nas vertentes da bacia por um pavimento detrítico.
Em Santa Catarina o Planalto Cristalino restringue-se a uma pequena área situada na parte nordeste do Estado. É aí encontrada uma das mais importantes ocorrências de rochas eopaleozoicas, no vale do Itajaí-Açu, a chamada série Itajaí, formada por sedimentos não metamorfizados, consistindo de arenitos finos, siltitos, calcários síltitos, silicificados e penetrados por intrusões de riolitos e quartzo-pórfiro. Na parte superior desses sedimentos são encontrados conglomerados e arenitos, com intercalações de arc6sio, aparentemente não atingidos pelas intrusões. Teriam essas rochas se acumulado em fossa estreita de direção sudoeste-sul-leste-nordeste.
Dada a complexidade litológica-estrutural das formações Eopaleozoicas dobradas, fraturadas e falhadas, essa área apresenta complexos problemas de erosão diferencial, respondendo pela diversidade dos alinhamentos rochosos que se erguem como serras, tais como Jaraguá, Itajaí, Tijuca e Pinheiral. De altitudes decrescentes para o litoral, os alinhamentos vão formar também pontais, penínsulas e ilhas. Percorrido pela drenagem dos pequenos rios que vêm ter ao litoral, o trecho catarinense da Serra do Mar apresenta caracteres próprios: vertentes íngremes com rios desenvolvendo corredeiras, contrastando com as vertentes mamelonares e os vales de fundos achatados onde se acumulam aluviões. Decorre desse aspecto o caráter torrencial desses pequenos rios, como o Itajaí, no qual as dificuldades de escoamento por ocasião das grandes chuvas podem determinar cheias catastróficas.
De maneira geral, a Borda Oriental da Bacia Sedimentar do Paraná forma uma continuação dos maciços do Sudeste brasileiro e, em particular, do Planalto Atlântico Paulista, apresentando as mesmas direções gerais de estruturas dobradas, orientadas para nordeste. A essas direções estruturais corresponde a direção do litoral que se alonga da baía de Paranaguá a São Paulo, de sudoeste para nordeste.

#### Borda Cristalina Meridional
Os terrenos do escudo Pré-Cambriano reaparecem na área de Porto Alegre, estendendo-se pelo sudeste do Rio Grande do Sul e continuando até o Uruguai. No trecho brasileiro, conforme assinala Monteiro, cit., essa área de exposição do complexo cristalino possui "forma grosseiramente triangular, cujos vértices poderiam ser balizados pelas cidades de Porto Alegre, São Gabriel e Jaguarão". Denominados de "escudo sul-rio-grandense" por Paulino Franco de Carvalho, os terrenos da Borda Meridional da Bacia Sedimentar do Paraná compõem relevos suavemente ondulados, de altitudes entre 200-400 metros, nos quais os divisores mais elevados não alcançam 500 metros. Salientando-se dos relevos mais esbatidos da Depressão Central, ao norte, do suave modelado das coxilhas situadas mais para o oeste, e da planície litorânea, no leste, o escudo sul-rio-grandense compreende juntamente com o escudo Uruguaiano, uma área soerguída; tal fato ihe confere o nome de "Serras de Sudeste", entre as quais salientam-se as do Tapes e do Erval.
Rochas metamórficas, migmatitos, anfibolitos e peridotitos, de idade possivelmente Arqueana, acrescidas dos calcários do grupos porongos, (correlacionados às seqüências Pós-Minas), constituem o complexo Pré-Cambriano do escudo sul-río-grandense, cujas direções estruturais predominantes são aquelas de leste-oeste. Comportando uma superfície de cimeira aplainada no Pós-Cretáceo, a área do escudo sul-rio-grandense foi palco de solevamento dômico, o que propiciou o desencadeamento de processos erosivos e o seu entalhamento pela rede de drenagem, dando origens às vertentes dissecadas e aos topos aplainados. Relacionada ao solevamento, a drenagem adaptou-se de forma divergente ou radial; em paralelo, nos vales, o aluvionamento foi intensificado.
Apesar de constituir uina única unidade morfoestrutural, a borda Pré-Cambriana da bacia do Paraná apresenta características geomorfológicas diversas, sobretudo quando comparamos seus trechos paranaense, catarinense e gaúcho. No primeiro, os terrenos do Pré-Cambriano Indiviso encontram-se solevados, falhados, fraturados e dispostos em altitudes superiores a 1.000 metros, com caracteres de maciços antigos rejuvenescidos pela intensidade dos processos da tectônica Pós-Cretácea e da erosão diferencial sob condições ora tendentes à semiumidade ora a condições quentes e úmidas. Face à erosão, ganham importância as formações Proterozoicas do grupo Açungui e as mtrusões plutônicas ácidas, com as rochas mais resistentes.
Em Santa Catarina as formações do Pré-Cambriano Indiviso são mais homogêneas, exceção feita à das rochas encontradas na bacia do Itajaí. Falhamentos e fraturamentos parecem contribuir, ao lado das direções das estruturas antigas, como fator de maior fragmentação desse trecho da Borda da Bacia de Sedimentação do Paraná. Acrescentam-se aos fatores tectônicos mencionados, os processos morfogenéticos predominantemente químicos, reinantes na área litorânea de Santa Catarina.
Finalmente, no Rio Grande do Sul, o trecho do escudo exposto e soerguido reflete a heterogeneidade das formações Proterozoicas do grupo Brusque e dos calcários eopaleozoicos do grupo Porongos, além das intrusões de rochas plutônicas ácidas, básicas e ultrabásícas e vulcânicas ácidas. Mediocremente soerguido, a tectônica Pós-Cretácica apenas facultou o desenvolvimento de relevos mais vigorosos, como os que compõem as Serras de Sudeste. Por outro lado, as rochas do Pré-Cambriano Indiviso, mais homogêneas, estão dispostas corno o rodapé da planície litorânea, inclinando-se suavemente para o leste até serem recobertas pelas formações Pleistocênicas-Holocênicas do litoral.

#### Bacia do Paraná e relevos planálticos monoclinais tabulares
Mais extensa do que a Borda Cristalina, a Bacia de Sedimentação do Paraná constitui o aspecto fundamental do relevo de Região.
Estruturalmente, a Bacia Sedimentar é descrita corno a área deprimida do dobramento de fundo ou como um vasto sinclinal de eixo orientado de norte-nordeste para sul-sudoeste. Segundo Loczy, cit .; "O aspecto principal da estrutura geológica da bacia do Paraná é o sistema monoclinal, levemente abaulado; possuindo inclinação suave em direção à zona central, de ambos os lados". Do aspecto mencionado, resultam as inclinações das rochas que a preenchem, de mergulhos para o oeste, a partir da Borda Oriental em São Paulo, Paraná e Santa Catarina, e, para leste, a partir da borda ocidental mato-grossense. O contato ou a terminação da bacia com as suas Bordas Cristalinas é periclinal, sendo apenas interrompida por acidentes ou elevações estruturais, correspondentes às intrusões de rochas ácidas formando arcos ou soleiras. Mais elevadas, essas áreas foram mais erosionadas e nelas a sedimentação Devoniana-Carbonífera aparece disposta em discordância sobre o paleoplano Pré-Devoniano, conforme ocorre na área do arco de Ponta Grossa, no Paraná, e no arco basal rio-grandense, onde o Devoniano encontra-se ausente.
A grande estrutura monoclinal teve suas origens nos sucessivos movimentos epirogenéticos ocorridos a partir do Eopaleozoíco, quando a velha Plataforma Austro-Brasília estabilizou-se e adernou para oeste, facultando a deposição das formações Devonianas. "Os sedimentos Devonianos e do Permocarbonífero Superior já se depositaram sobre uma superfície peneplanizada do embasamento cristalino inclinado para o oeste" afirma Loczy.
Intensificados no Permocarbonífero, os movimentos epirogenéticos foram acentuados no Mesozoico originando falhamentos, fraturamentos e estruturas dômicas associadas aos derrames de lavas, acumulados e espessados no oeste. Porém, o solevamento maior da Borda Oriental ocorreu no Plioquaternário, ao mesmo tempo em que condições paleoclimáticas úmidas e semiúmidas favoreceram a hierarquização da drenagem e o seu aprofundamento regional, desencadeando fenômenos de circundesnudação periférica à grande Bacia Sedimentar.
Caracterizada corno uma região de plataforma recoberta por sedimentos e lavas que se espessam das bordas para o centro da Bacia Sedimentar, podendo atingir 5.000 metros, no oeste, na área que se alonga de Cruzeiro do Oeste no Paraná a Presidente Prudente em São Paulo, a Bacia Sedimentar do Paraná, como uma grande unidade morfoestrutural do relevo, oferece dois aspectos distintos: a Zona de Desnudação Periférica e a Zona do Capeamento Basalto-Arenítico, estudados e desdobrados em unidades menores, conforme estabeleceu Monteiro.

##### Zona de Desnudação Periférica
Acompanha a faixa de rochas Paleozoicas, de largura variada entre 30 e 300 quilômetros, desde o centro-norte de São Paulo ao sudeste de Santa Catarina, onde se interrompe pela aproximação da Cobertura Basáltica, vindo reaparecer no leste sul-rio-grandense, de onde se inflete para oeste-sudoeste, alongada como uma vasta depressão periférica interposta entre a Borda Cristalina Meridional e a Zona do Capeamento Basalto-Arenítico.
De maneira geral, a faixa Paleozoica comporta-se como um extenso patamar de desnudação periférica, elevado em altitudes médias que vão de 500-800 metros no trecho paulista; atinge 1100 a 1200 metros no Paraná, onde forma o Segundo Planalto Paranaense. No Rio Grande do Sul desenvolve-se em altitudes inferiores, entre 100 e 200 metros, com características topográficas de planície.
Assim, em função da diversidade de aspectos oferecidos pela faixa Paleozoica, procurou-se estudá-Ia desdobrando-a em unidades estruturais menores que, por sua vez, são formadas por subunidades.

##### Segundo Planalto Paranaense ou Patamar Intermediário
Apesar das altitudes médias situadas entre 700-800 metros, indo até 1.100-1.200 metros nos relevos mais elevados, a faixa Paleozoica, que apresenta uma evolução de Desmidação Periférica, exibe caracteres planálticos típicos, em função das estruturas geológicas monoclinais ou sub-horizontais, soerguidas juntamente com a Borda Cristalina Oriental. Mergulhando para o oeste, os sedimentos Paleozoicos formam o conjunto de relevos planálticos, de escarpas voltadas para o leste, e reversos suavemente inclinados para o oeste.
Além das estruturas monoclinais, falhamentos, fraturamentos e intrusões de eruptivas básicas fazem com que o Segundo Planalto Paranaense ofereça variados aspectos geomorfológicos-topográficos, desenvolvidos em função do comportamento das rochas face aos processos morfogenéticos que encontram ambiente adequado para uma ampla e variada problemática de dissecação diferencial. Destacam-se como formações mais resistentes os arenitos basais Devonianos formando o planalto da Serrinha, de altitude entre 1.100-1.200 metros. Também resistentes são os calcários silícifícados do grupo Passa Dois, do Permiano Inferior, em relação aos folhelhos e arenitos flúvio-glaciais do grupo Tubarão, subjacente. Este, no entanto, pode comportar-se como rocha resistente quando apresenta fácies tilítico ou como rocha frágil, com fácies síltico-areno-argiloso.
Outras tantas diferenciações do modelado pela dissecação diferencial foram observadas por Monteiro entre as rochas que compõem o grupo Itararé e Tubarão: "os sedimentos flúvíoglaciais (especialmente os folhelhos do grupo Itararé) produzem vales largos e encostas suaves, os arenitos flúvioglaciais da série Tubarão formam outeiros e, às vezes, degraus bem marcados e íngremes".
Assim, em relação aos problemas da dissecação diferencial nas formações paleozoicas do Segundo Planalto Paranaense podem ser distinguidos sucessivos degraus planálticos de altitudes decrescentes de leste para o oeste, entre os quais se destaca o da Serrinha.
Modelada nos arenitos Devonianos que se comportam como resistentes em relação às rochas cristalinas subjacentes, a chamada Serrinha ergue-se como uma escarpa de mais de 250 metros, talhada nos arenitos Furnas, dominando a depressão disposta a leste, escavada nos filitos e calcários da série Açungui. Sendo mais homogêneas, porosas e permeáveis do que as rochas cristalinas, as formações Devonianas aflorantes na encosta iniciam a série de relevos planálticos, monoclinais e tabulares, modelados em rochas Carboníferas do grupo Itararé. Essas rochas, juntamente com o Devoniano subjacente, são cortadas pela superfície que se ergue a mais de 1100 metros no topo da Serrinha, onde os arenitos subjacentes, encontrados na escarpa, são recobertos pelas formações flúvio-glaciais Carboníferas.
A sucessão de relevos planálticos tem continuidade em direção de oeste, com altitudes médias de 1.000 metros, sendo entalhadas por vales amplos, que atingem as formações Devonianas a 1.020 m em São Luís do Purunã ou 944-930 metros nos rios Pomba e Papagaio. Mais para o oeste, o grupo ltararé coroa os planaltos de altitudes entre 900-950 metros, cortados por vales de 750-800 metros, abertos a partir das rochas do Carbonífero Superior, até atingirem os folhelhos Devonianos do grupo Furnas. Esses, na área de Ponta Grossa, sofreram falhamento e intrusão de rochas diabásicas que os soergueram, favorecendo a formação do relevo planáltico de Ponta Grossa, no qual predominam as formações do Carbonífero Superior.
No oeste de Ponta Grossa as formações glaciais-continentais continuam a coroar o planalto em altitudes de 800-900 metros, entre Ponta Grossa e Ipiranga, numa extensão de cerca de 40 km, quando aquelas formações mergulham sob os arenitos e folhelhos do grupo Guatá, do Carbonífero Superior.
O planalto modelado nos arenitos Permianos desenvolve faixa de largura e altitudes variadas, podendo alcançar 973 metros no morro do Palmito e 975 metros na serra Três Bicos, sendo porém, profundamente penetrado pela rede de drenagem que nos arenitos e siltitos escavou vales nas altitudes de 500-600 metros. Assim, os pontos mais elevados do planalto Permiano correspondem a intrusões de diabásio (morro do Palmito) e a derrames de lavas basálticas (morro Três Bicos).
Limitado a leste pela escarpa Devoniana que recebe denominações diversas, entre as quais a de Serrinha, e no oeste, pela escarpa Triássica da serra da Esperança, o Segundo Planalto Paranaense é individualizado como um patamar intermediário, constituído pelo monoclinal da Serrinha e por relevos tabulares, que formam cuestas e plataformas estruturais cada vez mais disseçadas em direção do oeste, nas proximidades do Capeamento Basáltico-Arenítico.
Inseparável da dissecação do modelado, a rede de drenagem adaptada às direções estruturais da grande Bacia Sedimentar apresenta-se conseqüente, correndo para oeste, seguindo a mesma direção do mergulho das camadas sedímentares, adaptando-se, ao mesmo tempo, aos acidentes estruturais, "acompanhando as linhas de estrutura dos arenitos (diáclases) ou a direção dos diques de diabásio".
Ao caráter conseqüente da rede de drenagem que corre no Segundo Planalto Paranaense, acrescentam-se os problemas de epigenia ou de superimposição, desenvolvidos em função do generalizado soerguimento Pós-Cretácico sofrido pela Borda Oriental da Bacia. Assim os rios oriundos da borda Cristalina seccionam a escarpa Devoniana através de profundos canyons ou boqueirões, como no caso do rio Iguaçu que escavou uma larga passagem. Porém, não apenas os problemas de conseqüência e epigenia estão presentes na drenagem do Segundo Planalto, mas, também, os de erosão regressiva, capazes de fazer as cabeceiras dos vales recuarem até atingir as formações da Borda Cristalina, conforme observado por Bigarella para o rio Iapó, afluente do Tibaji que é oriundo da própria região paleozoica, ou, ainda, para o rio Pitangui que tem suas nascentes nos calcários da série Açungui e vence a escarpa Devoniana por um curso d'água subterrâneo.

##### A Faixa de Desnudação Periférica em Santa Catarina
Em território catarinense a Zona de Desnudação Periférica Paleozoica oferece caracteres geomorfológicos diversos daqueles apresentados pelo Segundo Planalto Paranaense, pela omissão das formações Devonianas e ampla exposição das formações Carboníferas que, na ausência da escarpa Devoniana, apresentam continuidade topográfica com a Borda Cristalina.
Estudada por Monteiro, a faixa paleozoica é descrita a partir do seu fracionamento em quadros geomorfológicos menores, entre os quais foram distinguidos os aspectos tabuliformes do planalto de Canoinhas, os aspectos monoclinais e evolução subseqüente da drenagem na área dos formadores do rio Itajaí-Açu que drena diretamente para o Atlântico; na área Lajes, o acidente tectônico provocado pela intrusão de um domo fonolítico, atualmente erodido, expõe faixas concêntricas dos terrenos Paleozoicos que, por erosão, se encontram aplainados a 900-1.000 metros de altitude. Aí, a drenagem do rio Canoas é superimposta e adaptada aos acidentes tectônicos provocados por ocasião da intrusão. Já no sul de Santa Catarina a faixa Paleozóíca da série Tubarão é restringida, em área, pela inflexão para leste, da Cobertura Basáltica, ficando o modelado Permocarbonífero reduzido a formas tabulares bastante esbatidas, de altitudes inferiores a 500 metros, antecedendo à planície litorânea que se desenvolve mais para leste.
As formações do Carbonífero da série Tubarão (grupo Guatá) contendo arenitos, siltitos e folhelhos, incluem camadas de carvão mais ou menos espessas na parte sul do litoral catarinense entre Tubarão, Criciúma, Orleães e Uruçanga, onde representam importante aspecto da economia regional.

##### Depressão Central do Rio Grande do Sul
Estende-se do centro-leste ao centro-oeste do Estado, como uma depressão de desnudação periférica interposta entre a Cobertura Basalto-Arenítica e a Borda Meridional representada pelo escudo sul-río-grandense. Na Depressão as camadas paleozoicas são representadas pelas formações do Carbonífero Superior da série Tubarão e pela série Passa-Dois do Permiano Inferior.
De características aparentemente simples, os terrenos situados na parte leste da depressão aparecem em altitudes próximas do nível do mar (25 metros) na área drenada pelo Jacuí entre o Taquari e o Guaíba formando um modelado suavemente ondulado. Colinas, tabuleiros e a planície aluvial do rio Jacuí constituem feições características da depressão que se alarga particularmente no baixo curso do rio Jacuí e estreita-se na área do estuário do Guaíba, quando este atravessa o afloramento de rochas cristalinas sobre o qual está localizada a cidade de Porto Alegre. O aspecto atenuado da depressão acompanha os vales dos rios afluentes do Jacuí, como no caso do Vacacaí, oriundo do escudo sul-rio-grandense, que corre entre as coxilhas divisórias da drenagem na altitude de 200-300 metros, através de topografias suavizadas, representadas por vales rasos, "sangas" de fundos amplos e banhados. No oeste, a linha divisória, entre os rios Jacuí e Ibicuí, é representada por formações paleozoicas igualmente marcadas por topografias esbatidas, nas altitudes de 200-300 m.
Esculpida pela rede de drenagem instalada sobre sedimentos tenros, do Permocarbonífero, e tendo sofrido deformações epirogenéticas menos intensas do que as que afetaram a parte nordeste da Bacia do Paraná, a Depressão Central do Rio Grande do Sul difere do Segundo Planalto Paranaense e da faixa de desnudação de Santa Catarina por suas topografias suavizadas; estruturalmente é mais simples do que as duas áreas mencionadas, sendo escavada pelos sistemas de drenagem do Jacuí e do Ibicuí, especialmente pelo Santa Maria, como rios subseqüentes. Seus formadores, obseqüentes têm origens nos terrenos cristalinos do escudo, atingidos por erosão regressiva ou remontante; ou, então, no planalto de trapp, onde os rios Taquari e Jacuí fizeram seus cursos dissecar profundamente a escarpa da Serra Geral, a partir da erosão remontante, desenvolvida sobre os arenitos Triássicos subjacentes à cobertura de lavas, vencida através de patamares sucessivos pelos cursos d'água encachoeirados.
Em contato com a área litorânea, através da Lagoa dos Patos e da barra do Rio Grande, a Depressão Central do Rio Grande do Sul constituiu, no passado, a via de penetração, por excelência, onde se localizaram os primeiros povoadores. 12 No presente, a ampla várzea não concentra maiores densidades demográficas do Estado, mas sua drenagem favoreceu os amplos cultivos de arrozais; por outro lado, o carvão constitui recurso explotado em Butiá e em São Jerônimo.

#### Zona de Cobertura Basalto-Arenítica ou Terceiro Planalto
Na área correspondente ao grande derrame de rochas eruptivas básicas desenvolve-se um conjunto de relevos planálticos cujos limites orientais coincidem com a escarpa da Serra Geral, que no Paraná está orientada de nordeste para sudoeste, infletindo-se a seguir de norte-NW para sudoeste-sudeste, interiorizando-se em forma de cunha. Em Santa Catarina esta última direção é mantida até atingir o litoral, em Torres  . A partir daí "se inflete francamente para o oeste, até alcançar o vale do Ibicuí, onde retoma a direção sul, já muito reduzida em altitude.
De altitudes variadas, o planalto de Lavas balizado pela escarpa da Serra Geral ergue-se imponente, com seus 1100-1250 metros no trecho paranaense denominado de serra da Esperança, declinando de altitude em direção ao rio Paraná, onde atinge 300 metros. As altitudes elevadas são mantidas na borda que domina a faixa paleozoica, com médias de 1000-1100 metros em Santa Catarina, atingindo o máximo de 1827 metros no Morro da Boa Vista; no Rio Grande do Sul alcança altitudes de 1050 metros na parte oriental, decrescentes à medida em que o planalto se vai interiorizando para oeste, até alcançar 100 metros nas margens do rio Paraná.
As rochas eruptivas básicas, dominantes na Zona do Capeamento Basalto-Arenítico, ascenderam através das formações pré-cambrianas e paleozoicas, por fendas de tração, esparramando-se em lençóis sucessivos, de espessuras variadas. Alternadas com camadas areníticas ou em derrames sucessivos, as lavas evidenciam o ritmo dos derrames. Assim, na base da escarpa as lavas recobrem o arenito de Botucatu infrabasáltico, de estratificação cruzada, de origem eólica e colorações que vão do branco ao avermelhado. Essas formações areníticas também podem apresentar características inter ou intratrapp, ou o arenito deixar de existir, indicando derrames sucessivos de lavas. Em contato com os derrames, os arenitos recobertos pelas lavas apresentam-se cozidos, contendo bombas vulcânicas, Também variadas são as espessuras dos lençóis de trapp, podendo atingir 250 metros no Paraná, na escarpa da serra Geral ou da Esperança. Em Santa Catarina podem-se apresentar mais espessos com 850 metros, e no Rio Grande do Sul atingem espessuras máximas de 1.025 m em Três Forquilhas, declinando em direção do oeste, e atingindo apenas 300 metros em Pinhal. Apoiado em V. Leinz o autor anteriormente mencionado considera que as maiores espessuras de trapp corresponderiam às áreas das fendas por onde ascenderam as lavas, sendo a principal zona emissora a linha tectônica Posadas-Torres (já existente e reativada por ocasião dos derrames), transversal, ao eixo da Bacia de Sedimentação. Outras zonas emissoras são encontradas no médio Uruguai (longitudinal) e em São Paulo (marginal).
Os derrames de lavas iniciadas no Triássico Superior recobrem o arenito Botucatu, comportando de 8 a 13 lençóis nos perfis completos, intercalados ou não, com os arenitos intertrapp. Na ausência do arenito, as lavas podem-se adensar em mantos sucessivos, espessando a cobertura como em Santa Catarina e no Rio Grande do Sul. De maneira geral, a espessura maior ou menor do manto de lavas ou dos arenitos intertrapp têm implicações geomorfológicas importantes, pois a imponência e espessura da escarpa torna-se reduzida, facultando o seu abaixamento e retalhamento pela erosão, a partir do arenito, conforme ocorre no oeste do Rio Grande do Sul.
Além da espessura dos derrames, os processos de resfriamento do magma determinam diferentes graus de resistência dos materiais que recobrem os relevos da Zona do Capeamento Basalto-Arenítico.
Mencionando Leinz, Valverde analisa em corte transversal as características de uma corrida de lavas relacionadas ao processo de resfriamento do magma. Na parte superior, em contato com o ar, a lava resfriou-se dando origem a uma formação de granulação muito fina, com estrutura vesicular provocada pela subida dos gases. Nesses vazios vieram-se acumular outros elementos, entre os quais o o cálcio, potássio e a sílica.
Na parte inferior do derrame, o resfriamento deve ter sido mais rápido ainda, adquirindo a lava uma [textura vítrea.
Ao contato com a parte inferior e superior do derrame são observados planos de clivagem horizontais, diferentes da parte intermediária que apresenta clivagem vertical dominante, esta responsável pela estrutura colunar dos basaltos.
Além das lavas, as outras efusivas da Serra Geral raramente afloram, preenchendo diques e sills.
Derrames de lavas basálticas, intrusões de diabásio, arenitos infra, intra e supralavas associados a uma tectônica de falhas e fraturas constituem interessante campo para o desenvolvimento geomorfológico da paisagem a partir da dissecação diferencial.
Mais resistentes do que as formações areníticas, as lavas coroam os relevos tabulares dos patamares estruturais, de topos planos ou levemente abaulados com vertentes íngremes, pela exposição da lava. Esses relevos caracterízam a escarpa da serra da Esperança e os blocos divisores da drenagem dos rios Ivaí e Pequiri.
Bordejando a escarpa da serra da Esperança, as formações do Segundo Planalto comportam-se como rochas tenras, modeladas em "depressão" alongada de altitudes que vão de 600 a 800 metros, disposta ao pé da escarpa de lavas que se eleva a 1.000-1.200 metros, dominando a superfície inferior.
Ao espessamento do pacote de lavas, no centro e no sul do Estado do Paraná, correspondem as maiores altitudes do relevo da Serra Geral que alcança 1182 metros em Guará, 1122 em Guarapuava, mantendo valores elevados em direção de Santa Catarina, onde a borda do planalto atinge altitudes ainda mais elevadas, acima de 1.400 metros, alcançando mesmo 1827 metros no Morro da Boa Vista, já mencionado.
No trecho rio-grandense decrescem as altitudes médias para 1.100 metros, declinando de altitude à medida em que a escarpa se interioriza para o oeste. Próximo a Santa Maria sua altitude apenas alcança 300-400 metros.
A Zona do Capeamento Basalto-Arenítico que, junto a escarpa da Serra Geral, possui características monoclinais, assume feições tabulares, cada vez mais marca das como no noroeste paranaense, onde o arenito Caiuá, supratrapp dá origem a chapadões típicos.
De maneira geral, a drenagem instalada sobre o grande planalto adaptou-se à estrutura centrípeta da Bacia Sedimentar, com carateres consequentes.
Oriunda da Borda da Bacia, onde se processavam os fenômenos da desnudação periférica, a rede de drenagem por epigenia entalhou grandes percées, ou boqueirões epigênicos, como no caso dos rios Tibagi, Ivaí e Iguaçu, oriundos da Borda Cristalina Oriental e da Zona de Desnudação Periférica.
Modelada sobre estrutura monoclinal em que os lençois de lavas comportam-se camadas resistentes em relação às formações areníticas subjacentes é recortada por uma rede de drenagem epigênica, consequente, subsequente e obsequente, resultante de fenômenos de desnudação periférica, a escarpa da Serra Geral comporta-se como um extenso monoclinal ou um relevo de cuesta de estrutura complexa, uma vez que a evolução da rede de drenagem e do relevo não repousam unicamente nas diferenciações estruturais entre camada dura e camada tenra, mas, também, em uma tectônica de falhamento e arqueamento que teria guiado certas adaptações estruturais do sistema de drenagem.
No centro-sul de Santa Catarina, o planalto de Lavas interioriza-se na área de Lages onde a intrusão alcalina alçou os terrenos Permocarboníferos, hoje aplainados na altitude de 900 metros.
Embora apresentando caracteres comuns à escarpa do Paraná, este trecho difere, porém ao que diz respeito ao aspecto anguloso, vertentes abruptas e estalonamento das escarpas, em função dos sucessivos derrames de lavas.
O aspecto retilínio, abrupto e paralelo no litoral (norte-nordeste-sul-sudoeste) é mantido no sul de Santa Catarina e no Rio Grande do Sul; levando estudiosos desse relevo a consíderá-lo não como uma escarpa de erosão, mas como originário de falhamentos recentes, possivelmente Terciários relacionados aos falhamentos responsáveis pela escarpa da Serra do Mar. Nessa área o paredão da escarpa eleva-se a 1.000-1.100 sobre o litoral, formando os chamados "aparados", e nele os pequenos cursos d'água que drenam para o litoral têm cursos torrenciais, não chegando, porém, a efetuar capturas, o que atesta o caráter recente do falhamento.
Outras evidências de falhamentos são indicadas na parte sul da escarpa pelo fato de que, na área, se encontram os mais espessos pacotes de lavas, porém não as maiores altitudes da mesma. O volume de lavas acumulado a partir da linha tectônica transversal Torres-Posadas apareceria como fator de deformação das camadas gondwânicas subjacentes e pelo abatimento do escudo sul-rio-grandense afogado pelo mar na área de Porto Alegre, de modo a favorecer o movimento positivo do mar que deu origem à ria do Guaíba e à orientação da drenagem do rio Jacuí para leste.
A origem da escarpa e do Terceiro Planalto ou da Zona do Capeamento Basalto-Arenítíco ou, ainda, do Planalto das Araucárias, assim como da parte oriental do grande planalto, tem que ser buscada nos processos tectônicos que afetaram derrames de lavas e naqueles da tectônica mais recente que afetou a Borda Cristalina da Grande Bacia Sedímentar, associados, naturalmente, aos aspectos da resistência dos pacotes de lavas ao desgaste da dissecação diferencial, mesmo sob condições mais úmidas, como aquelas vigorantes na parte sul da escarpa, no trecho em que ela mais se aproxima do litoral.
No interior, em todo o vasto planalto, o modelado de dissecação diferencial atua, pondo em saliência os lençóis de lavas que sublinham relevos tabulares; esses, embora possuindo topos aplainados ou levemente arredondados, têm vertentes abruptas ou marcadas por patamares estruturais.
As diferenciações litólogicas também imprimem características próprias à drenagem consequente do grande planalto.
Resistindo à erosão física e química, os basaltos provocam irregularidades nos perfis longitudinais dos rios, marcados por corredeiras e cachoeiras. Nas lavas, os rios têm dificuldade em aprofundar seus leitos, nos quais as rochas expostas formam "lajeados" que dão origem às corredeiras; uma vez abandonando o lençol de lavas sua tendência é precipitar-se em saltos e cachoeiras. A partir dessas, por erosão remontante ou regressiva, têm os rios chances de aprofundar seus leitos. Assim, as cachoeiras são seguidas de canyons, a jusante.
Dotada de condições climáticas que favorecem a permanência da água nos leitos fluviais durante todo o ano, a Zona do Capeamento Basalto-Arenítico oferece condições excepcionais para o aproveitamento do seu imenso potencial hidráulico.
No conjunto, destaca-se o grande Pleistocênico do rio Paraná, a jusante de Sete Quedas, como importante nível de base para a Bacia do Paraná, em altitudes de 45 a 49 metros em sua base. Igualmente o rio Iguaçu desenvolveu importantes quedas d'água na área próxima à confluência com o rio Paraná.
Extensa e complexa, a Zona do Capeamento Basalto-Arenitíco, aqui descrito como uma grande unidade morfoestrutural, foi desdobrada por Monteiro em subunidades que levam em consideração os seguintes fatores de diversificação:
- os restos de uma cobertura de sedimentos neomesozoicos restrita a sua porção mais setentrional;[22]
- variações de espessura dos derrames;[22]
- as variações de espessura ou inexístência de extratos de arenitos intercalados aos derrames;[22]
- os efeitos da tectônica concomitante e posterior ao vulcanismo, manifestando-se no conjunto da bacia por flexuras e geoclasamentes,[22]
- as disposições da drenagem em geral superímposta;[22]
- enfim, a repercussão, pelo menos na faixa mais periférica, mais elevada, dos ciclos de aplainamentos neomesozoicos elaborados na região.[22]

As subunidades morfoestruturais aqui esboçadas correspondem àquelas estabelecidas por Almeida, e que levam em consideração seus aspectos paleogeográflcos e estruturais, desdobrados como se segue:
- Bacia Superior do Paraná (parte oriental)
- Planalto das Araucárias
- Zona das Missões
- Cuesta de Haedo
- Bacia Superior do Paraná (parte oriental)

##### Bacia Superior do Paraná (parte oriental)
Corresponde ao noroeste paranaense (tendo continuidade para o norte através do oeste de São Paulo), na área em que a cobertura de lavas apresenta-se recoberta pelos arenitos Caiuá. A rede de drenagem epigênica é conseqüente e dirige-se para oeste em direção ao rio Paraná, sendo representada pelos rios Paranapanema e Ivaí. Mais espessos do que em São Paulo, os derrames de lavas dão maior expressão à cuesta, enquanto que os arenitos limitam-se ao extremo noroeste do Estado, sendo representados por relevos tabulares que ocupam os topos dos chapadões interfluviais.
Ao longo do Paraná, a montante de Sete Quedas, a acumulação aluvial Quaternária é bastante expressiva.

##### Planalto das Araucárias
É constituído pela porção mais oriental da grande Zona do Capeamento Basalto-Arenítico, estendendo-se da parte central do Paraná ao Rio Grande do Sul.
A espessura do pacote basáltico e a quase ausência das formações areníticas explicam as altitudes elevadas, superiores a 600 metros, ou mesmo a 1.000 metros na área próxima da escarpa da Serra Geral. A presença da araucária na mata e as altitudes elevadas imprimem caracteres que individualizam esta parte do Terceiro Planalto.
A resistência do pacote basáltico face aos processos da dissecação diferencial e da tectônica de falhas pós-lavas constituem interessantes problemas geomorfológicos que contribuem para explicar a gênese e a evolução do planalto das Araucárias.
Recortado pelos rios Ivaí (médio curso), Piquerí, Iguaçu e alto Uruguai, o imenso pacote é retalhado em blocos cortados por superfícies de erosão, de 1.100-1. 200 metros, em desacordo com a superfície estrutural, conforme constatou Monteiro na área divisória dos rios Piqueri, Iguaçu e Uruguai. Essas superfícies elevadas são recobertas por vegetação campestre.

##### Zona das Missões
Corresponde à parte ocidental da Zona do Capeamento Basalto-Arenítíco, marcada pela curva de nível de 600 metros, na área a jusante de Sete Quedas. A cobertura de lavas está presente nos relevos tabulares e nos leitos fluviais nos quais são escavados profundos canyons e onde se desenvolvem sucessivos saltos e cachoeiras que sustentam os níveis de base locais e grande nível de base regional do canyon do Paraná.

##### Cuesta de Haedo
Compõe o extremo sul da Zona do Capeamento Basalto-Arenítico no sudoeste do Rio Grande do Sul. Embora pouco espessa, a cobertura de lavas recobre os terrenos paleozoicos da Depressão Central e dá origem a uma cuesta típica, na qual o rio Ibicuí escavou percée a partir dos terrenos paleozoicos. Mergulhando suavemente em direção do sudoeste, o reverso da cuesta é recoberto pelas formações Cretácicas e Quaternárias que se localizam junto ao rio Paraná, já em território uruguaio.
Outras divisões, menores do Terceiro Planalto poderiam ser estabelecidas, levando em conta a sua compartímentação em blocos pela rede de drenagem, conforme estabeleceu Maack, cit., para trecho paranaense, que se apresenta fragmentado, compondo quatro blocos principais, a saber:
- o bloco norte do planalto de Apucarana, disposto nas altitudes de 1100 metros na escarpa, indo até 235 metros na área do rio Paraná;[23]
- o bloco médio do planalto de Campo Mourão que, da escarpa da serra da Esperança (1.100 metros), inclina-se em direção do rio Paraná;[23]
- o bloco sul do planalto de Guarapuava com 1220 metros no alto da escarpa, indo até 195 metros da borda da barranca do canyon do rio Paraná;[23]
- a parte nordeste do planalto de Araiporanga, entre os rios Tibaji e Itararé, formado como os demais por mesetas e platôs que se elevam de 150 metros na serra da Esperança a 300 metros no rio Paranapanema.[23]

### Domínio Litorâneo
Relacionado à Borda Oriental do Escudo Cristalino, o litoral da Região Sul possui caracteres geomórficos que podem ser associados àqueles das bordas anteriormente estudadas.
No Paraná, a proximidade da Serra do Mar dá origem a um litoral marcado pela exigüidade da faixa costeira, recortada, articulada com saliências ou projeções de patamares escarpados, pontais, ilhas alternadas com exíguas baixadas litorâneas. Acompanhando as direções estruturais da Borda Cristalina Oriental, esse trecho não pode ser dissociado do litoral de São Paulo.
Em Santa Catarina, o litoral toma a direção grosseira de norte-sul e a seguir de nordeste-sudoeste, alargando-se e evidenciando o desgaste sofrido pela escarpa da Serra do Mar, recuada e fragmentada em colinas junto à costa, fato que empresta caráter recortado a esse trecho litorâneo.
No Rio Grande do Sul a Borda Cristalina rebaixada e interiorizada permitiu a formação de um litoral amplo, baixo e retilinizado com a formação das grandes restingas que banam as lagoas costeiras.
No conjunto, o litoral da Região Sul tem sua evolução ligada à própria tectônica da Borda da Bacia sedimentar do Paraná, à qual se vêm associar as variações do nível do mar. Níveis de terraços, plataformas de abrasão, embocaduras afogadas, surgem ao longo desse litoral, atestando ora soerguimento ora rebaixamento do nível de base. Completando a complexidade reinante, na parte sul, vem sendo processada a sua regularização através da acumulação de sedimentos que vêm obliterar as grandes lagunas do trecho sul-rio-grandense, no trecho norte, as acumulações tornam-se mais restritas, mas assumem importância na vedação de reentrâncias e ligações de ilhas ao
continente, portanto na retificação do litoral articulado.
O estudo dos dois trechos litorâneos foi feito levando em consideração as formas mais características do litoral, ou seja, os seus trechos norte e sul.

#### Trecho norte
Corresponde ao litoral do Paraná, estreita planície de 10 a 20 km de largura, atingindo o máximo de 50 km na área da baía de Paranaguá. Extremamente rebaixado esse trecho litorâneo é caracterizado por praias, cordões arenosos com áreas alagáveis, e a planície, que para interior se ergue até 10 metros de altitude, cortada pelos rios que desaguam na baía de Paranaguá.
Interessantes aspectos desse litoral foram estudados, facilitando o melhor conhecimento de sua evolução. Entre eles, destaca-se a existência de gigantescos sambaquis, formados por acumulações de materiais orgânicos e inorgânicos, tais como moluscos, conchas, ossos e objetos de valor arqueológico. Considerados de origem mista, isto é, concheiros a que foram incorporados objetos e evidências da presença do homem, os sambaquis apresentam diferenças de uns em relação aos outros quanto à localização e elementos componentes, provocando, desta forma, conclusões variadas a respeito de cada um isoladamente.
Utilizados par indústrias locais para aproveitamento dos concheiros, em explorações geralmente pouco ordenadas, os sambaquis tendem a desaparecer, Representam os concheiros nrveis de regularização da linha de costa.
Na baixada litorânea também podem ser encontradas rochas cristalinas decompostas, da base da Serra do Mar.
Valverde subdividiu a baixada litorânea do Paraná em duas áreas distintas: uma parte mais interior, cortada por vales largos com planícies aluviais e terraços vastos, interrompidos por morros cristalinos em forma de "meias-laranjas"; a parte exterior, mais próxima do mar, formada por uma sucessão de mangues e restingas antigas.
Os pontões rochosos emergem das planícies como ilhas, ou do próprio oceano, no qual se destacam as ilhas de Currais e Itacolomi, pontos mais elevados do complexo cristalino submergido. Os terraços aluviais encontrados na planície erguem-se a 10 metros sobre o nível do mar, como na planície aluvial de Morretes.
Outro aspecto interessante é a existência de grandes manguezais que se estendem por vastas áreas como nas baías de Paranaguá e Guaratuba, com a aspecto de ilhas rasas, que podem se tornar submersas ou não de acordo com a oscilação das marés.
Bigarella estimou em cerca de 90 km a extensão das praias paranaenses, destacando a de Superagui (cerca de 36 km), a praia de Leste (cerca de 30 km) e a praia do Sul (12 km) como as mais extensas, interrompidas por costa rochosa e pelas baías de Paranaguá e Guaratuba.
As restingas existentes são pouco desenvolvidas, apresentando distância entre os cordões arenosos e as dunas, que à falta de ventos fortes, igualmente, apresentam-se pouco desenvolvidas.
Nesse litoral o referido autor constatou a presença dos denominados "mangrovitos" dispostos em bancos, nos quais o material areno-argiloso é recoberto por areias escuras, compactas, relacionadas a antigos manguezais. Localmente são esses sedimentos conhecidos com o nome de "piçarras".
As variações do nível marinho são sobretudo evidentes no afogamento dos baixos vales, no correr do fim do Terciário, enquanto no Quaternário os processos da retificação litorânea ampliaram as baixadas com a acumulação de formações arenosas e maior extensão dos manguezais.
Em Santa Catarina a linha de costa orienta-se para o norte-sul, até o cabo Santa Marta onde assume a direção de NE-SW.
Relacionado à proximidade da Serra do Mar esse litoral apresenta-se recortado, com numerosas baías, ilhas e esporões de rochas do complexo cristalino que se intrometem pelo mar adentro. Porém, graças ao maior desenvolvimento da drenagem voltada para o leste, a faixa litorânea amplia-se nas planícies aluviais dos rios Itapocu, Itajaí e Tijucas. O primeiro, oriundo dos relevos mais dissecados da Borda Cristalina, pôde construir vasta planície aluvial Quaternária, na área de Joinville e São Francisco do Sul. Aí os processos da retificação litorânea deixaram testemunhos em sucessivas linhas de restingas cuja progressão evidencia o contínuo entulharnento das reentrâncias e baías.
Os sambaquis também se fazem presentes na planície costeira de Santa Catarina.
Segundo Almeida, cit., o litoral catarinense apresenta índices de submersão, sendo possível que algumas de suas numerosas baías e enseadas, como os canais que separam as ilhas de Santa Catarina e São Francisco do continente, sejam, em parte, antigos vales submersos. Formas de emersão recente são encontradas pelo autor na falésia localizada ao sul da cidade de Itajaí, ao norte da ponta de Cabeçudas. À margem da rodovia, uma gruta talhada em xistos da série Brusque indica trabalho da abrasão marinha e a presença de conchas marinhas, em nível de 6 metros acima da preamar.
Ao contrário do que se verifica nas baixadas costeiras do Paraná, que têm reduzida ocupação humana, o trecho catarinense até o cabo Santa Marta apresenta-se bastante povoado, tendo os vales que o recortam contribuído para a expansão do povoamento.
A aceitação das evidências de movimentos transgressivos e regressivos do mar são corroboradas por Oliveira na área de São Francisco do Sul, na baía de Babitonga, entre a ilha e o continente, antigo vale escavado por erosão fluvial, invadido pelo mar. Já na ilha de Santa Catarina, Valverde considerou o canal que separa a ilha do continente como um vale de direção norte-sul, submerso, não sendo pois necessário recorrer à hipótese de um graben para explícá-lo.

#### Trecho sul
É formado pela costa retilínea, orientada de nordeste-sudoeste com os sucessivos cordões arenosos que prosseguem da barra do Uruçanga para o sul, abrangendo pequeno trecho do litoral sul de Santa Catarina e toda a costa do Rio Grande do Sul.
A vasta planície arenosa resulta das extensas e numerosas restingas que isolaram do mar as lagoas dos Patos, Mirim, Mangueira e outras. Com largura de até 80 quilômetros, a planície de restingas, açoitada pelos ventos do quadrante sul, repetidos e intensos, deu ensejo. à formação de cobertura dunar, desenvolvida em paralelo à orla marinha com dunas de 1 a 6 metros de altura, podendo atingir no máximo 10 a 20 metros. Soprando perpendicular à costa, o vento denominado de "carpinteiro da praia" impulsiona essas dunas em direção às lagoas costeiras, assoreando-as. A grande proporção de areias existentes teria origem não apenas no transporte de sedimentos fluviais oriundos do interior, mas, nos solos do bloco cristalino, soçobrado no oceano por ocasião da grande, fratura que deu origem às escarpas ao norte.
Também na zona sublitorânea de Torres, na base de um paredão de arenito Botucatu, foi encontrada uma caverna de abrasão típica, fossilizada em uma fase que corresponde ao advento das lagunas desse litoral. Esta época colocada em fins do Pleistoceno, indicam que os morros da área de Torres deveriam constituir um arquipélago de ilhotas basálticas, afogadas em plena fase de transgressão.

## Conclusões
Os dados básicos, necessários ao conhecimento da evolução paleogeográfica, indispensáveis à proposição dos grandes quadros morfoestruturais do relevo da Região Sul do Brasil, podem ser encontrados em estudos geológicos e geomorfológicos, realizados há mais de setenta anos, sobre a origem e a evolução da Plataforma Austro-Brasília. Entre os estudos geológicos contam-se os de Guimarães (1933), Oppeinheim (1934), Leinz (1934), Maack (1947), Almeida (1949) e mais recentemente, Beurlen (1966) e Loczy (1966), voltados para a geologia regional.
Entre os estudos geomorfológicos destacam-se da bibliografia utilizada, e não daquela existente, os de Bigarella (1946) (1947), Maack (1950), Almeida (1952) (1953), Ab'Saber (1949) (1956), Vai Verde (1956) e Monteiro (1968), todos interessando à evolução paleogeográfica regional, enfocando as grandes linhas do relevo, as etapas do seu desenvolvimento e os processos responsáveis pela sua elaboração.
A partir de 1960, ganharam importância para a compreensão da evolução do modelado as pesquisas desenvolvidas por Bígarella e outros, publicadas pela Universidade do Paraná. Partindo da análise das deposições detríticas Quaternárias e de seus ambientes de acumulação, em terraços fluviais, rampas de colúvios e várzeas, esses estudos discutem e analisam o significado dos materiais acumulados, como elemento de fundamental importância para o conhecimento da evolução do modelado. Nesta, os períodos de estabilidade e instabilidade tectônicas
estão associados aos ciclos de ablação e de acumulação que se desenrolaram dentro dos grandes quadros do relevo regional.
Conhecidas são as fases de instabilidade crustal que favoreceram os grandes derrames de lavas sob condições desérticas, seguidas, no Cretáceo e no Terciário, pela intensificação das deformações que alçaram e fragmentaram a Borda Cristalina Oriental. Em paralelo, os climas permitiram a estruturação e a hierarquização do sistema de drenagem epigênico e centrípeto, disposto da borda para o interior da
Bacia de Sedimentação do Paraná.
A partir do Terciário, os climas secos, que têm sido extensivamente identificados em todo o território brasileiro, afetaram também a evolução do modelado regional através de períodos secos, durante os quais a relativa estabilidade crustal favoreceu o desenvolvimento
de generalizados níveis de sedimentação através da remoção, transporte e deposição dos materiais alterados nas fases úmidas precedentes. Desse modo, níveis de pedíplanação foram elaborados sob escoamento superficial, de características torrenciais, em condições secas, podendo ser observados até os limites meridionais do Rio Grande do Sul.
No Paraná e em Santa Catarina foram identificados dois níveis de pediplanação contendo paleopavimentos detríticos superpostos, seguidos por material coluvial de características variadas. Ter-se-ia episódios de paleo-pavimentação associados a colúvios de cores amarelo-avermelhada que se sucedem em número de sete (7), ao sul de Lajes, em Santa Catarina, separados por linhas de seixos. Esses mantos de
coluvionamento corresponderiam a produtos da meteorização química em fases úmidas e o paleopavimento, a fases secas. A lavagem e o escoamento superficial teriam permitido a concentração do pavimento em superfície, pela própria lavagem e pelo transporte dos materiais mais finos.
Na Região Sul o clima extratropical tem sido mencionado como "um dos elementos de caracterização e individualização regional" devendo também ser o fator do que se poderia denominar de domínio morfoclimático extratropical brasileiro, por sua participação no desenrolar dos processos morfogenéticos atuais.
Em linhas gerais, as temperaturas mesotérmicas, de amplitudes térmicas anuais acentuadas, precipitações abundantes distribuídas no correr do ano e ausência de um período seco seriam um dos importantes fatores a serem considerados na definição e na limitação de um sistema morfogenético extenso e amplo, ao ponto de constituir um sistema morfoclimático.
Nele os componentes estruturais ligados ao clima, à litologia e à própria evolução paleogeográfica seriam capazes de desenvolver um modelado de características diversas daquelas encontradas nas regiões tropicais quentes e úmidas ou naquelas sujeitas a uma estação seca durante parte do ano.
Embora a Região Sul seja genericamente dominada por condições climáticas subtropicais, as interferências do relevo se fazem sentir, diversificando o sistema morfoclimático extratropical em unidades menores, tais como aquelas desenvolvidas ao longo das escarpas
que limitam, a leste, a Borda Oriental Cristalina da Bacia de Sedimentação do Paraná, cujas condições ecológicas se aproximam daquelas encontradas na fachada atlântica dos maciços cristalinos da Região Sudeste.
Na escarpa, a floresta higrófila recebe precipitações elevadas e bem repartidas no correr do ano, garantindo a importância dos processos de decomposição química das rochas e o escoamento superficial difuso, lento; exceção é feita aos declives mais fortes dos paredões rochosos expostos, nos quais os processos químicos e mecânicos apresentam intensidades variadas, estando relacionados à natureza litológica e à disposição estrutural da rocha aflorante. De importância geomorfológica restrita são os processos morfogenéticos ligados aos movimentos de massas intemperizadas, produzidos nas vertentes abruptas, no contato com a rocha sã.
Nas superfícies elevadas que se estendem do Maciço Cristalino Atlântico Paranaense às talhadas nas rochas da cobertura sedimentar da bacia do Paraná, a altitude ameniza as temperaturas mesotérmicas que apresentam forte amplitude anual (entre 7° e 10°) e precipitações entre 1.000 e 2.000 mm distribuídas sem períodos secos e naturalmente sofrendo a influência de fatores geográficos locais, tais como efeitos orográficos face aos mecanismos frontais.
Através da Região, Monteiro pôde distinguir três subzonas de precipitações: a faixa litorânea com "um máximo acentuado no Verão"; a parte centro-ocidental da Região (centro e sudoeste do Paraná e oeste de Santa Catarína), com regime de precipitações, indica dois máximos de Primavera e Outono, enquanto no Rio Grande do Sul o máximo se verifica no Outono. É sobre as superfícies elevadas com chuvas bem distribuídas que vão ser encontrados os aspectos mais característicos do modelado extratropical brasileiro de generalizada suavização das formas do modelado. Recoberta pela Floresta Subtropical Latifoliada, também denominada de Araucárias, essas superfícies planálticas encontraram boas condições para a gênese e o desenvolvimento dos solos espessos desenvolvidos sob a floresta. Esta, recobre os solos de "terra roxa" oriundos da decomposição de lavas básicas, onde tem maior exuberância e porte; nos solos arenosos, oriundos de sedimentos diversos, a floresta assume porte mais reduzido.
As formações florestais e as temperaturas amenas explicam o elevado teor de matéria orgânica encontrada nos solos, com cerca de 0,30 m a 0,80 m. A floresta, com um estrato arborescente inferior e um emergente do qual participa a araucária, fornece os elementos de matéria orgânica ao solo que, no entanto, em função das temperaturas mesotérmicas, é lentamente reduzida, pois o humo formado (compondo 7% a 10% da matéria orgânica) é do tipo mor, indicando meio biologicamente pouco ativo, caracterizado pela lenta mineralização da matéria orgânica
e pela maior espessura do horizonte A.
Tal evolução pedogenétíca tem possivelmente implicações geomorfológicas no ataque à rocha sã e conseqüentemente no espessamento dos mantos de intemperismo. Porosas, as formações arenosas são facilmente penetradas pela água capilar que transporta para o interior do solo compostos húmicos e óxidos de ferro a partir do horizonte superficial. Nas topografias aplainadas o processo permite o enriquecimento
do horizonte B e o ataque às formações rochosas subjacentes. Relacionados aos problemas pedogenéticos estão os processos de escoamento
em suas diversas modalidades. Sob a Mata é o escoamento superficial atenuado pela proteção exercida pela cobertura vegetal e pela natureza das precipitações não tão intensas e concentradas quanto nas áreas tropicais, porém, capazes de contribuir para a lavagem e a exportação de elementos solúveis, tais como as bases e, em particular, o cálcio, o potássio e o magnésio, concorrendo para o empobrecimento
do solo.
De maneira geral, sob a Floresta de Araucárias a decomposição química deve construir fenômeno moderado, porém facilitado pela regularidade das superfícies planálticas. A atenuação dos processos da decomposição química e o transporte medíocre dariam em resultado os relevos de
colinas tabuliformes, suavemente sulcados, de vertentes suaves e coluvionamento preenchendo as depressões. Diferem esses suaves modelados das cornijas e patamares estruturais talhadas nos afloramentos das formações geológicas resistentes ao intemperismo, como os basaltos e os arenitos silicificados.
Uma vez concentrado nas calhas de drenagem o escoamento aprofunda-se nas formações geológicas mais tenras até atingir os afloramentos resistentes, tais como as lavas que, resistindo à erosão, dão origem aos numerosos rápidos, saltos e cachoeiras encontrados na área do Capeamento Basalto-Arenítico.
As formações florestais contrastam com as formações campestres dos campos de Palmas e dos campos riograndenses, sob os quais se desenvolvem um modelado de colinas convexas suavemente onduladas, recortadas pela drenagem dos riachos, alagados e turfeiras, em solos ora rasos, ora profundos, oriundos de formações areníticas e folhelhos Devonianos, formações Permianas e Triássicas, bem como sobre eruptivas básicas. Na suavidade das vertentes as diferenciações litológicas podem originar patamares pela erosão diferencial.
Nos Campos predominam as formações de gramíneas, seguidas pelas Leguminosas e Compostas, com características diversas. Estudados por Kuhlmann os Campos foram considerados como uma formação disclímax, em processo de expansão facilitada pelo pastoreio, pelo fogo e pelos desmatamentos.
Sobre solos derivados de folhelhos e varvitos os campos estão relacionados a solos de colorações claras, rasos, desprovidos de humos, indicando intensa lixiviação superficial e baixa capacidade de retenção. Sobre os solos de "terra roxa" o modelado torna-se mais ondulado, evidenciando decomposição química mais pronunciada.
De modo geral, a lixiviação nas áreas de Campo é intensa, com lavagem das bases e transporte pelo lençol freático superficial, resultando em acidez e pobreza dos solos.
Finalizando estas considerações gerais sobre os problemas do relevo e do modelado da Região Sul, seria oportuno lembrar a importância dos problemas da degradação do meio natural, visíveis nos processos da erosão antrópica, e, em particular, naqueles dos voçorocamentos,
intensificados no Paraná pela má utilização das terras nos últimos anos. Evidentes nas paisagens, quer rurais quer urbanas os voçorocamentos começam a afetar o bem-estar das populações e a preocupar estudiosos de outras especialidades que não os geógrafos. Problema ligado aos próprios sistemas morfogenéticos extratropical e tropical, os voçorocamentos decorrentes da intensificação dos processos geomorfológicos não podem ser solucionados unilateralmente! e sem a consideração de que a floresta é mais recente do que os Campos, instalados em um modelado decorrente de condições paleoclimáticas diversas das atuais, capazes de desencadear processos morfogenéticos predominantemente mecânicos que podem voltar a atuar generalizadamente pela devastação irracional da cobertura florestal.